# Sweetwater (película de 2023)
Sweetwater es una película biográfica deportiva estadounidense de 2023 sobre Nat Clifton, el primer afroamericano en firmar un contrato con la National Basketball Association (NBA). Escrita y dirigida por Martin Guigui, está protagonizada por Everett Osborne como Clifton, con Cary Elwes, Jeremy Piven, Richard Dreyfuss y Kevin Pollak en papeles secundarios. La película se estrenó el 14 de abril de 2023.

## Sinopsis
Nat "Sweetwater" Clifton es el principal atractivo del equipo Harlem Globetrotters, bajo la dirección de su dueño y entrenador, Abe Saperstein. Como Ned Irish, un ejecutivo de los New York Knicks, y su entrenador, Joe Lapchick, toman la iniciativa de integrar el equipo con el apoyo del presidente de la NBA, Maurice Podoloff. Pronto se unen a los otros dueños de la liga y crean un momento histórico.

## Reparto
- Everett Osborne como Nat "Sweetwater" Clifton
- Cary Elwes como Ned Irish
- Jeremy Piven como Joe Lapchick
- Kevin Pollak como Abe Saperstein
- Richard Dreyfuss como Maurice Podoloff
- Jim Caviezel[2] como escritor de deportes
- Emmaline como Jeanne Staples[3]
- Eric Roberts como Judd[4]
- Ernest Harden Jr. como Will Robinson
- Robert Richard como Pop
- Kevin Daley como Goose
- Liam Risinger como Richard[2]
- Gary Clark Jr. como T-Bone
- Mike Starr como Eddie Gottlieb[2]
- Jim Meskimen como conserje
- Bobby Portis como Earl Lloyd[5]

## Producción
En diciembre de 2006, se informó que Martin Guigui había estado trabajando en un proyecto biográfico sobre la carrera de Nat Clifton durante los últimos diez años. Variety informó que el proyecto de Sunset Pictures comenzó la producción en abril de 2007 con Guigui dirigiendo a partir de un guion que escribió. Henry Simmons fue asignado para interpretar a Nat Clifton y Richard Dreyfuss para interpretar a Abe Saperstein, el dueño y fundador de los Harlem Globetrotters. Romeo Miller también había firmado para interpretar a un Clifton más joven. La fotografía principal se llevó a cabo en el área de la Bahía de San Francisco y la ciudad de Nueva York ese verano. La Gran Recesión provocó un retraso en la producción y se esperaba que en abril de 2009 comenzara la filmación en Winnipeg. Two Lagoons y Astra Blue Media se unieron para coproducir, junto con miembros adicionales del elenco de Mira Sorvino, Kevin Pollak, James Caan y Smokey Robinson.
Para julio de 2014, algunos miembros del elenco habían sido reemplazados. Wood Harris reemplazó a Simmons como Nat Clifton, Nathan Lane interpretaría a Saperstein y James Caan a Ned Irish. Brian Dennehy, Patrick Warburton y Ludacris se unieron para protagonizar papeles no revelados. Se informó que el presupuesto de producción era de $10 millones y se esperaba que la filmación comenzara en Nueva York a fines de 2014.
Posteriormente, la producción se completó en octubre de 2022, con Pollak como Saperstein, Dreyfuss como Maurice Podoloff, Cary Elwes como Irish, Jeremy Piven como Joe Lapchick . Gary Clark Jr y Bobby Portis hacen cameos. Guigui y Jeff Cardoni compusieron la banda sonora de la película.

## Estreno
Sweetwater fue estrenada por Briarcliff Entertainment el 14 de abril de 2023. El álbum de la banda sonora fue lanzado por Candid Records el día del estreno de la película.